# マッチョマイケルズ
マッチョマイケルズ（Maccho Michaels、本名：今井耕二（いまいこうじ）、1974年7月5日 - ）は、日本のプロレスラー。
シアタープロレス花鳥風月所属。

## 来歴
2008年12月23日、東京・浅草インディースアリーナ・ファイト倶楽部でのマンモスはんだ＆エレファント全田戦（パートナーはドラゴンソルジャーLAW）でデビュー。

## 得意技
- スパイシー・チン・ミュージック
- インディアン・マチョロック